# 獨弦操
《独弦操》，二胡独奏曲，又名《忧心曲》，刘天华的晚期作品，創作於1932年1月。由于只由内弦演奏，故名《独弦操》。表现了作者在九一八事變后对国家前途的忧虑。前两个乐章旋律激昂连贯并显悲凉；由于作品主题的限定，第3乐段中的小快板並不轻佻；尾声情绪减弱直至结束全曲。